# Modo verbal
Em linguística, modo verbal é uma função morfológica e gramatical de verbos, usado para sinalizar uma modalidade. Ou seja, é o uso de inflexões verbais que permitem expressar uma atitude para o que se quer dizer (por exemplo, se se pretende declarar algo como certeza, dúvida, ordem etc). Menos comumente, o termo é usado de forma mais ampla para permitir a expressão sintática da modalidade — ou seja, o uso de frases não flexionadas.
Os modos verbais mais frequentemente encontrados são os seguintes:
- Indicativo - Revela uma atitude objetiva do falante em relação ao processo verbal, apresentando o fato expresso como certo e preciso, seja ele passado, presente ou futuro;
- Subjuntivo - Revela uma atitude subjetiva do falante em relação ao processo verbal, permitindo a expressão de estados emocionais como dúvida, incerteza, possibilidade, probabilidade e condição;
- Imperativo - Revela uma atitude de interferência do falante sobre o interlocutor, expressando ordem, pedido, súplica, conselho ou convite. Nesse modo, o falante sempre se dirige a um interlocutor, com as formas que admitem-no: segundas e terceiras pessoas além da primeira pessoa do plural.

Outras famílias de línguas possuem outros modos, com terminologias e utilizações de termos potencialmente coincidentes. Até na mesma língua, podem existir modos cujas distinções são difíceis ou determinadas por critérios mais sintáticos do semânticos: por exemplo, o Grego antigo possui um subjuntivo e um optativo, com a escolha sendo determinada pelo tempo do verbo.